# Comarca de Hualien
La comarca de Hualien (en mandarí: 花蓮縣, Huālián-xiàn, en japonès: 花蓮県, Karen-ken) és una comarca de la república de la Xina localitzada a la costa oriental de l'illa de Taiwan. És la comarca més gran en superfície del país, tot i que és una de les menys poblades, degut en part al seu relleu muntanyós. La seua capital i municipi més populós és la ciutat de Huālián.
La major part de la població es troba a la vall de Huātōng, que va del nord al sud de la comarca i es troba entre la serra central de Taiwan i la serra de Hăi'àn. Degut al caràcter rural de la comarca, aquesta atrau a nombrosos turístes pel seu entorn natural, el qual inclou el congost de Taroko, el penyasegat de Txīngxuĭ i la platja de Txīxīngtán.

## Geografia
La comarca de Hualien es troba localitzada a la part oriental de l'illa de Taiwan, fent costa amb l'oceà pacífic, front a la prefectura d'Okinawa, al Japó a l'est, i limitant amb la serra central de Taiwan a l'oest, amb la ciutat de Taitxung i la comarca de Nantou, amb la ciutat de Kaohsiung i la comarca de Yílán al nord i amb la comarca de Taitung al sud. La superfície de la comarca ocupa vora el 8 percent de la superfície total de l'illa de Taiwan.
Tot i la seua considerable extensió geogràfica, només el set percent del territori de la comarca es troba habitat. La superfície restant de la comarca està ocupada per rius (7%) i muntanyes (87%).

### Municipis
La comarca està formada per una ciutat comarcal, dos viles urbanes, set viles rurals i tres viles indigenes de muntanya. La capital i seu del govern comarcal es troba a la ciutat de Huālián.

#### Ciutats comarcals
- Huālián (花蓮市)

#### Viles urbanes
- Fènglín (鳳林鎮)
- Yùlǐ (玉里鎮)

#### Viles rurals
- Fēngbīn (豐濱鄉)
- Fùlĭ (富里鄉)
- Guāngfù (光復鄉)
- Jí'ān (吉安鄉)
- Ruìsuì (瑞穗鄉)
- Xòufēng (壽豐鄉)
- Xīntxéng (新城鄉)

#### Vila indigena
- Wànróng (萬榮鄉)
- Xiùlín (秀林鄉)
- Tjuóxī (卓溪鄉)